# Système de santé en Azerbaïdjan
Le système de santé en Azerbaïdjan est l’ensemble des institutions et des ressources et qui ont comme objectif principal d’améliorer la santé des individus. L'Azerbaïdjan est doté d'un système de santé administré par ministère de la Santé.

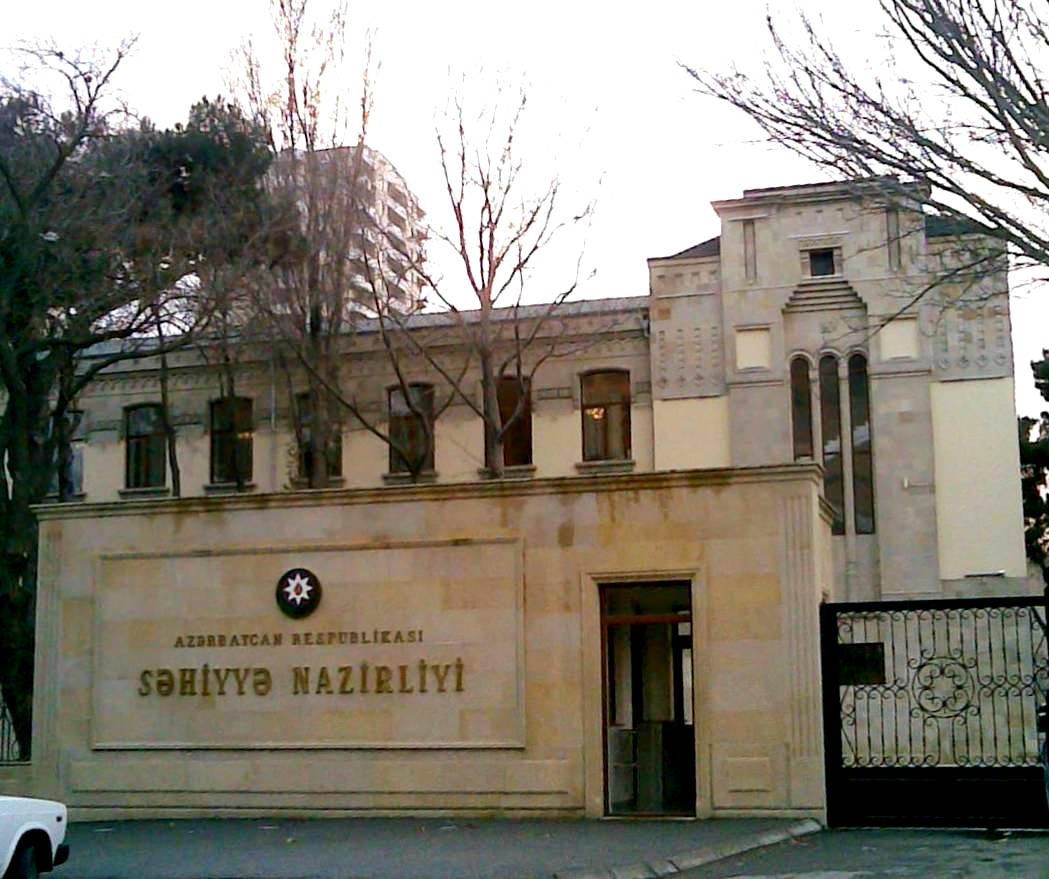
Siège du Ministère de la Santé à Bakou

## Histoire

### Période soviétique
Le système de santé de l'Azerbaïdjan remonte à sa période soviétique. Le système de santé soviétique s'est étendu à toutes les républiques de l'Union[réf. souhaitée], ce qui a conduit à des caractéristiques des soins de santé soviétiques telles que l'accès universel aux soins de manière gratuite.

### Période RDA
Le ministère de la Santé a été créé le 17 juin 1918 conformément au décret du Conseil des ministres de la République démocratique d'Azerbaïdjan. Le chirurgien Khudadat Rafibeyli a été nommé premier ministre. Le gouvernement a élaboré un plan global pour améliorer les services médicaux afin de fournir des services médicaux financés par l'État aux résidents, ouvrir de nouveaux centres médicaux, construire des entrepôts médicaux et des laboratoires, en plus de l'équipement nécessaire acquis sur ordre du ministère.
Le gouvernement a tenté d'améliorer la lutte contre les épidémies, d'améliorer le service médical dans les régions en fournissant du personnel médical et des médicaments. Plus de 30 hôpitaux fonctionnaient dans les régions pendant la RDA. Les services ambulatoires étaient fournis gratuitement dans les villages. Les principales tâches des hôpitaux ruraux et des postes médicaux existants étaient l'hospitalisation des patients infectieux et la neutralisation des zones de maladie. Compte tenu de l'insuffisance, car il n'y avait qu'un médecin pour 75 000 habitants, le Parlement a décidé d'ouvrir 35 nouveaux hôpitaux et 56 points d'assistants médicaux et de fournir 43 milliards de manats pour cela afin d'étendre le réseau hospitalier dans les zones rurales.
Des pharmacies d’État et un laboratoire d’analyse ont été installés à Bakou pour fabriquer des médicaments, des préparations bactériologiques, des sirops de traitement et pour effectuer des examens médico-légaux. Un entrepôt central a été créé pour fournir aux services de santé des médicaments et des fournitures médicales correctement et en temps opportun. Les étudiants ont été autorisés à étudier la médecine à l'étranger par le gouvernement de la République. 

## Réformes
L'accroissement du nombre de victimes qui nécessitent un recours aux soins médicaux en Azerbaïdjan, principalement en raison de la guerre du Haut-Karabagh, a conduit à des discussions autour de réformes (en) en 1998, notamment sur le système de santé. Le gouvernement a créé la commission nationale sur la réforme du système de santé. En 1999, la commission a publié son premier rapport sur les réformes nécessaires.
Principales lois et législations en matière de santé publique, 1999–2008 :
| Titre | Année |
| Loi sur l'assurance médicale                                                                                        | 1999  |
| Loi sur la pratique médicale privée                                                                                 | 2000  |
| Loi sur la lutte contre la tuberculose                                                                              | 2000  |
| Loi sur l'immunoprophylaxie des maladies infectieuses                                                               | 2000  |
| Loi sur l'iodation du sel pour la prévention massive de la carence en iode                                          | 2001  |
| Loi sur la prise en charge par l'État des personnes atteintes de diabète                                            | 2003  |
| Loi sur la prise en charge par l'État des personnes atteintes d'hémophilie et de thalassémie                        | 2005  |
| Loi sur les donneurs de sang et de composants sanguins et le service du sang                                        | 2005  |
| Loi sur les soins oncologiques                                                                                      | 2006  |
| Création de l'Agence nationale de l'assurance maladie obligatoire                                                   | 2007  |
| Encadrement des réformes en matière du financement de la santé et l'introduction de l'assurance maladie obligatoire | 2008  |